# 小潘潘 (歌手)
小潘潘（1992年11月23日—），本名潘柚彤（原名潘文凤），中國大陸流行音乐女歌手、网络主播，毕业于浙江艺术学院。歌曲《学猫叫》的原唱之一。

## 演艺经历
2017年6月，她发行个人EP《只不过》，歌曲MV于7月上线；8月，发表个人单曲《笑忘缘》。
2018年4月，发表合唱单曲《学猫叫》，与小峰峰共同演唱；7月，参加央视综艺频道《最佳时刻》节目；10月，发表个人单曲《我是主播》。12月，她和马来西亚创作歌手黄明志共同演唱的歌曲《一起做过的蠢事情》正式发行。
2019年2月，参与录制《2019年中央广播电视总台元宵晚会》。6月13日，通过个人微博宣布本名正式更名为“潘柚彤”。
2021年10月，因魔改黄梅调经典曲目《女驸马》被央视批评“侮辱国粹”，后出面道歉，改唱流行唱腔版补救。

## 电视节目
2018年
- CCTV《全球中文音乐榜上榜》
- CCTV《最佳时刻》
- 浙江卫视《领跑2019演唱会》

2019年
- 辽宁卫视春节联欢晚会
- CCTV《2019年元宵晚会》